# الانتخابات الرئاسية الأمريكية 2028
الانتخابات الرئاسية الأمريكية لعام 2028 ستكون الانتخابات الرئاسية الحادية والستين، والمقرر إجراؤها يوم الثلاثاء، 7 نوفمبر 2028. سيقوم الناخبون في هذه الانتخابات باختيار رئيس الولايات المتحدة ونائبه لفترة رئاسية تمتد لأربع سنوات. يُعتبر الرئيس دونالد ترامب من الحزب الجمهوري، الذي فاز في انتخابات 2016 و2024، غير مؤهل للترشح لفترة رئاسية ثالثة بسبب القيود التي فرضها التعديل الثاني والعشرون لدستور الولايات المتحدة الأمريكية.
بعد فوزه في الانتخابات الرئاسية الأمريكية 2016 وهزيمته في الانتخابات الرئاسية الأمريكية 2020، أطلق ترامب حملة دونالد ترامب الرئاسية 2024 من أجل الترشح لفترة رئاسية ثانية غير متتالية. تمكّن من الفوز بترشيح الحزب الجمهوري واختيار السناتور الأمريكي جيه دي فانس كرفيق له في الحملة. واصل ترامب حملته وحقق فوزًا في الانتخابات الرئاسية الأمريكية 2024 ضد نائبة الرئيس السابق من الحزب الديمقراطي كامالا هاريس، ليحصل على فترة رئاسية ثانية غير متتالية. من المقرر أن تنتهي فترة رئاسته في الساعة 12 ظهراً من يوم 20 يناير 2029، حيث يتم تنصيب الفائزين في انتخابات 2028 رئيسًا وونائبا لرئيس الولايات المتحدة.
بصفته نائب الرئيس المنتخب للولايات المتحدة، يُعتبر جيه دي فانس من أبرز المرشحين المحتملين للحصول على ترشيح الحزب الجمهوري للرئاسة في انتخابات 2028، رغم أن حاكم فلوريدا رون دي سانتيس، الذي ترشح في الانتخابات التمهيدية الرئاسية للحزب الجمهوري 2024، يُنظر إليه كمرشح محتمل أيضًا. على الجانب الديمقراطي، يُعتبر كل من كامالا هاريس، وبيت بوتجيج وزير النقل المنتهية ولايته (الذي ترشح في الانتخابات الرئاسية التمهيدية للحزب الديمقراطي 2020)، وحكام الولايات غافن نيوسوم (كاليفورنيا)، جوش شابيرو (بنسيلفانيا)، وغريتشن ويتمر (ميشيغان) من بين أبرز المرشحين المحتملين لترشيح الحزب الديمقراطي للرئاسة في 2028.